# District de Mường Chà
Mường Chà est un district rural de la province de Điện Biên dans la région du Nord-ouest du Viêt Nam. 

## Géographie
La superficie du district est de 1 199,42 km2. 
Le chef-lieu du district est Mường Chà.